# Szirokołyszka reka
Szirokołyszka reka (bułg. Широколъшка река) – rzeka w południowej Bułgarii, w obwodzie Smolan.
Swój bieg zaczyna w Rodopach Zachodnich, wypływając z północno-zachodnich zboczy grzbietu górskiego Mursalica i południowo-wschodnich zboczy grzbietu górskiego Czernatica, 800 metrów od szczytu górskiego Sneżanka na wysokości 1700 m n.p.m., niedaleko od kurortu Pamporowo. Płynie w kierunku zachodnim i północno-zachodnim, w dół zalesionych dolin pomiędzy Mursalicą a Czertanicą. Jest prawym ujściem Wyczy, na wysokości 704 m n.p.m., na południowy wschód od Dewinu. Rzeka ma 29 km długości, średni przypływ 1,07 m³/s, powierzchnię dorzecza o wielkości 218 km², co stanowi 13,25% powierzchni dorzecza Wyczy.
Do Szirokołyszkiej reki uchodzą: 
- lewe dopływy: Oslen, Łukowica, Pyrżika, Katranczukursko dere, Sucho dere.
- prawe dopływy: Reczica, Małkata reka, Byrbowska reka, Karaułdere, Brezkata reka.

Rzeka przepływa przez 2 miejscowości: Stojkite i Sziroka łyka. Na obszarze tych wsi jest kilka mostów łukowych, będących przykładami charakterystycznej, miejscowej architektury.
Wzdłuż rzeki przebiega 22,1 km drogi lokalnej nr 866, na odcinku od Stojkita do Dewinu.
Przypuszczalnie w rzece znajdują się pokłady złota.
W 2008 roku z nieznanych przyczyn w rzece zginęły tysiące pstrągów. Ponieważ okoliczne wsie nie są skanalizowane, w roku 2009 rozpoczęto realizację projektu związanego z oczyszczalnią ścieków „Pamporowo 2”.